# Григорук Йосиф
Йо́сиф Григору́к (нар. 1802) — селянин зі Струпкова, політичний та громадський діяч Галичини середини XIX століття, посол до Австрійського парламенту 1848 року.
Член Райхстагу від 10 липня 1848 року до 7 березня 1849 року. Обраний від Делятинського виборчого округу.
7 березня 1849 року парламент був розпущений і парламентарі втратили повноваження.